# Grünlaubenvogel
Der Grünlaubenvogel (Ailuroedus crassirostris) ist eine Art aus der Familie der Laubenvögel (Ptilonorhynchidae) und ist ein Vertreter der Avifauna Australiens. Im Vergleich zu den auf Neuguinea vorkommenden, nah verwandten Gärtnervögeln ist diese Art der Laubenvögel auf Grund des australischen Verbreitungsgebietes gut erforscht. Es werden trotz des vergleichsweise großen Verbreitungsgebietes keine Unterarten für diese Art unterschieden.
Der Grünlaubenvogel ist mit einer Körperlänge von bis zu 32 Zentimeter einer der größeren Vertreter in der Familie der Laubenvögel. Er zählt zu den Arten, zu deren Balzverhalten kein Bau einer Laube durch das Männchen gehört. Sie sind monogam und gehen eine mehrjährige Paarbindung ein. Beide Geschlechter verteidigen ganzjährig ein Revier.
Grünlaubenvögel sind sehr langlebig und brauchen mehrere Jahre, bis sie ihre Geschlechtsreife erreicht haben. Auf Grund von Beringungsdaten weiß man, dass sie mindestens ein Lebensalter von 13 Jahren erreichen. Ihre Bestandssituation wird laut IUCN als ungefährdet (least concern) eingestuft.

## Merkmale

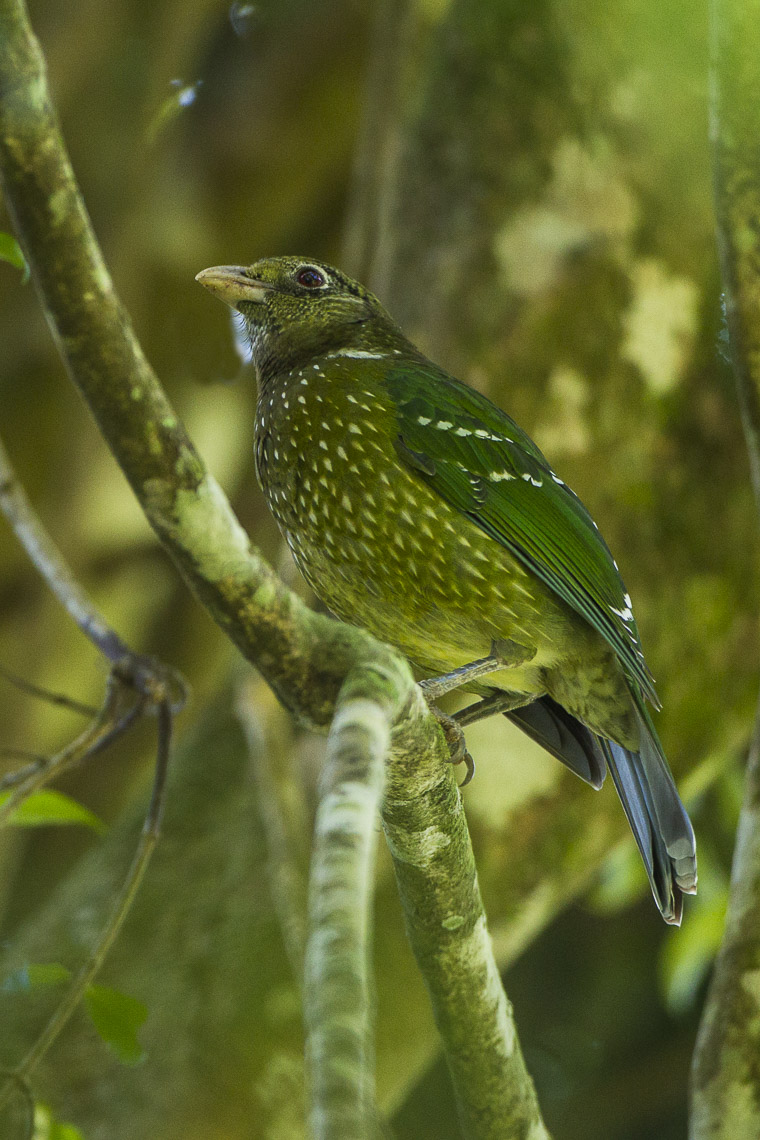
Grünlaubenvogel

Die Männchen des Grünlaubenvogels erreichen eine Körperlänge von bis zu 32 Zentimeter, wovon 11,1 bis 13,9 Zentimeter auf den Schwanz entfallen. Die Weibchen bleiben mit einer Körpergröße von bis zu 30 Zentimeter etwas kleiner. Bei ihnen entfallen 10,8 bis 12, 7 Zentimeter auf das Schwanzgefieder. Die Schnabellänge beträgt beim Männchen 3,1 bis 3,8 Zentimeter, die der Weibchen weisen eine Länge zwischen 3 und 3,69 Zentimeter auf. Männchen wiegen zwischen 167 und 289 Gramm, Weibchen bleiben mit einem Gewicht zwischen 169 und 211 Gramm geringfügig leichter. Abgesehen von dem Größenunterschied besteht kein auffälliger Geschlechtsdimorphismus.
Grünlaubenvögel haben eine grüne Körperoberseite. Auf dem Scheitel, den Ohrdecken, den Wangen und dem Kinn weisen die Federn zum Teil schwarze Federspitzen auf, was ihnen an diesen Körperstellen ein individuell unterschiedlich stark getüpfeltes Aussehen verleitet. Der Nacken, der Mantel und die Halsseiten sind auf Grund der zum Teil sichtbaren weißlichen Federschäfte sehr fein weiß gestrichelt. Das Auge ist von einem schmalen Ring weißer Federchen mit sehr feinen schwarzen Tüpfeln umgeben. Die Außenfahnen der Flügeldecken haben weiße Federspitzen. Dagegen sind die äußeren sechs Handschwingen auf den Außenfahnen blau überwaschen, was bei bestimmten Lichteinfall sehr auffällig ist.
Das Kinn und die Kehle sind schmutzig weiß mit schwarzen Federbasen und grünlichen Federspitzen. Diese Körperpartien wirken deswegen sehr stark gefleckt. Die Brust ist blass gelblich-grün, der Ton hellt zum Bauch und zu den Unterschwanzdecken hin auf. Der untere Teil der Kehle ist weiß gestrichelt bis weiß gefleckt, die weiße Federmitte ist zunehmend breiter und länger, so dass untere Kehl und Brust geschuppt wirkt. Der Schnabel ist weißlich mit einem individuell unterschiedlich grünlichem Ton, die Iris ist dunkelrot.
Jungvögel gleichen den adulten Vögeln, haben jedoch ein matteres Gefieder. Der Schnabel ist grauer, die Iris rötlichbraun.

## Stimme
Der charakteristische Ruf des Grünlaubenvogels ist ein katzenähnliches Miauen. Diese Laute sind bei allen Arten der Gattung Ailuroedus typisch und hat zu der englischen Bezeichnung Catbirds (deutsch Katzenvögel) geführt. Männchen rufen diese katzenlautähnlichen Laute etwas lauter und länger als die Weibchen. Die Kontaktlaute sind dagegen ein hohes tick. Ein Imitieren von Vogelstimmen, wie es für sehr viele Laubenvögel typisch ist, kommt bei den Grünlaubenvögeln nicht vor.
Einige Autoren haben festgehalten, dass es bei den Rufen des Grünlaubenvogels regionale Unterschiede gibt. So gelten beispielsweise die Populationen an Grünlaubenvögel im südlich von Sydney gelegenen Royal-Nationalpark als weniger ruffreudig als die weiter im Norden vorkommenden Populationen.

## Verbreitung

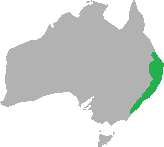
Verbreitungsgebiet des Grünlaubenvogels

Der Grünlaubenvogel besiedelt ausschließlich die Ostküste Australiens. Das Verbreitungsgebiet reicht von der Dawes Range im Norden bis in den Osten von Canberra. Die Höhenverbreitung reicht von den Tiefebenen bis in Höhenlagen über 1000 Meter.
Der Grünlaubenvogel besiedelt in diesem Verbreitungsgebiet subtropische Regenwälder. Er kommt auch an Waldrändern sowie in angrenzenden Eukalyptuswäldern vor. Er hält sich mit besonderer Vorliebe entlang von Wasserläufen auf und nistet gewöhnlich auch in der Nähe von diesen. Gärten und Obstplantagen werden von ihm gleichfalls besucht, sofern sie nicht zu weit von Regenwäldern entfernt sind.

## Nahrung
Gewöhnlich gehen Grünlaubenvögel in Paaren oder kleinen Gruppen in den oberen und mittleren Bereichen von Baumkronen auf Nahrungssuche. Insbesondere im Winterhalbjahr ist der Grünlaubenvogel während der Nahrungssuche gelegentlich auch mit Seidenlaubenvögeln und Gelbnacken-Laubenvögeln vergesellschaftet. Es kommt dagegen zu aggressiven Handlungen zwischen einzelnen Grünlaubenvögeln, wenn diese in fruchttragenden Bäumen aufeinander treffen. In fruchttragenden Bäumen sind Grünlaubenvögel außerdem durchsetzungsstärker als Feigenpirole (Sphecotheres viridis) und Langschwanz-Fruchttauben. Sie werden dagegen von der Hauben-Fruchttaube und auch Gelbnacken-Laubenvögeln verdrängt.

### Nahrungszusammensetzung
Der Grünlaubenvogel ist ein Allesfresser, er ernährt sich aber von überwiegend Früchten, speziell Feigen, Blüten und anderer pflanzlicher Nahrung. Er frisst außerdem Wirbellose und sehr selten auch Jungvögel und kleine Reptilien. Es gibt mehrere Langzeitstudien zu den Ernährungsgewohnheiten des Grünlaubenvogels, die in unterschiedlichen Gebieten seines Verbreitungsgebietes durchgeführt worden sind. Im Nordosten von New Satz Wales decken Grünlaubenvögel ihren Nahrungsbedarf zu 77 Prozent mit Früchten. 7 Prozent ihrer Nahrung sind Blüten, drei Prozent entfallen und Blätter, zwei Prozent sind Pflanzenstängel, 1 Prozent machen Sämereien aus und 10 Prozent fällt auf tierische Kost. In der Jimna Range in Queensland entfielen dagegen auf Früchte 68 Prozent, 4 Prozent auf Blüten, weitere 16 Prozent entfielen auf Blätter und Pflanzenstängel und weitere 12 Prozent auf tierisches Eiweiß.

### Pflanzliche Kost

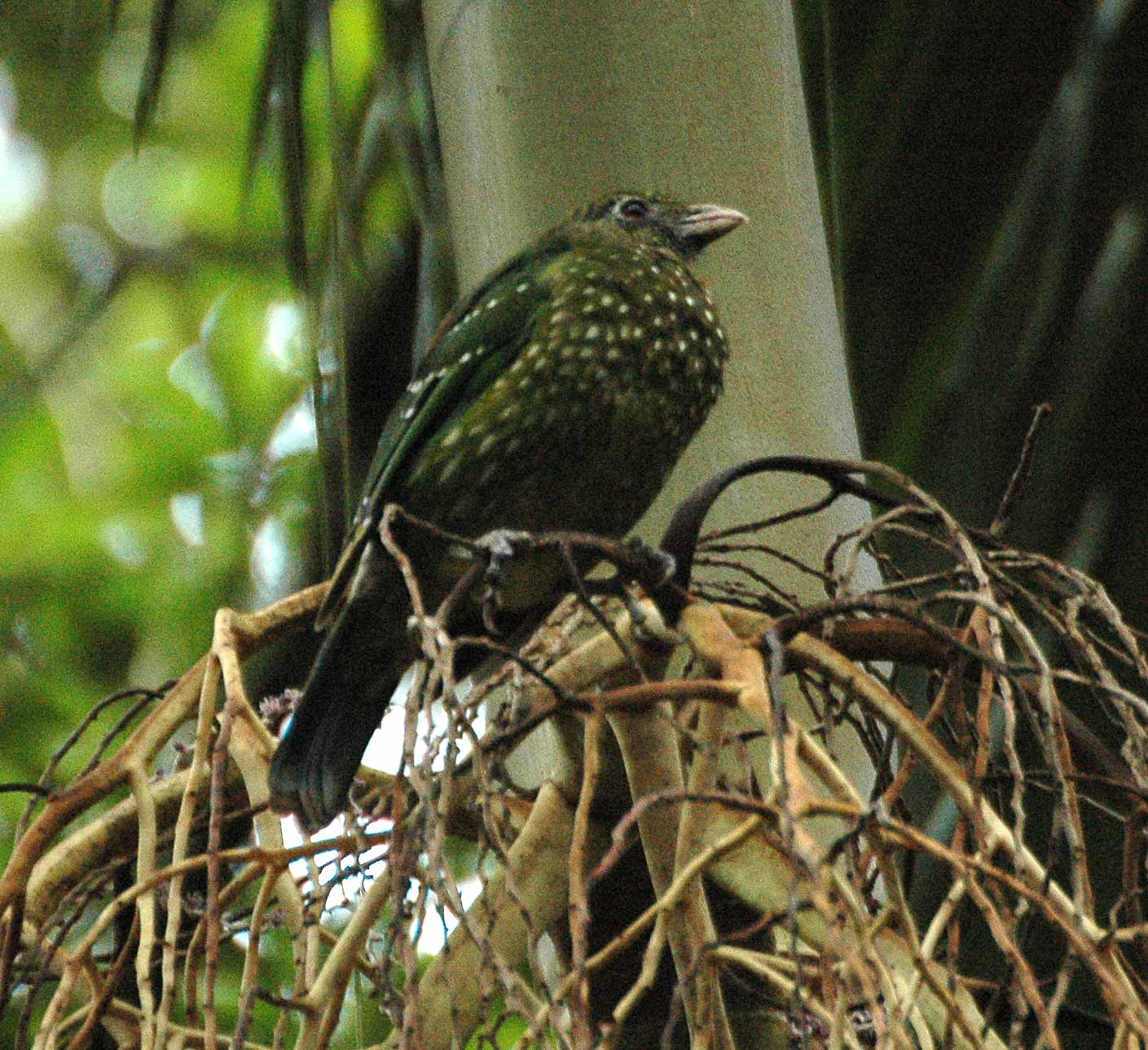
Grünlaubenvogel

Wie schon John Gould in der Mitte des 19. Jahrhunderts festhielt, zeigen Grünlaubenvögel eine besondere Vorliebe für die Früchte verschiedener Wildfeigenarten. Mitunter decken die Grünlaubenvögel damit die Hälfte ihres Nahrungsbedarfes. Feigen werden gelegentlich von ihnen sogar gehortet. Typische Hortplätze sind Astgabeln oder kleine Höhlungen in größeren Ästen. Sie halten sich typischerweise nicht mehr als zwei bis drei Minuten in einem fruchttragenden Baum auf. Früchte werden direkt von den Ästen gepickt und auch dort gefressen.
Grünlaubenvögel fressen sehr gerne Blüten und zeigen eine Vorliebe für die Blüten der artenreichen Orchideen-Gattung Dendrobium. Um an die Blüten zu gelangen, hängen sich die Grünlaubenvögel kopfüber an die Orchideenstängel oder greifen sie sich sogar im Flug.

### Tierische Kost
Sie fressen außerdem Heuschrecken, Singzikaden, Käfer und deren Larven, Tausendfüßler und Baumfrösche. Sie sind auch schon dabei beobachtet worden, wie sie einen Nestling eines Fuchsfächerschwanzes (Rhipidura rufifrons) aus dem Nest holten. Der Anteil an Insekten in der Ernährung des Grünlaubenvogels steigt, wenn sie selber Nachwuchs großziehen. Grundsätzlich fällt die Brutzeit des Grünlaubenvogels in die Zeit, in der die Insektenpopulation saisonal bedingt zunimmt. Die Insekten werden normalerweise von Blättern, Epiphyten, Zweigen und Ästen gepickt. Sie fangen sie gelegentlich jedoch auch in der Luft oder kommen auf dem Boden, um dort nach Wirbellosen zu suchen. Während der meisten Zeit suchen sie sowohl Früchte und tierische Nahrung in einer Baumkronen in einer Höhe von etwa neun Meter über dem Erdboden.

## Trinken und Baden
Grünlaubenvögel kommen nur sehr selten an Wasserstellen. Sie trinken gewöhnlich aus den kleinen Wasseransammlungen in Baumspalten und nutzen diese auch zum Baden. Alternativ nehmen sie Bäder im nassen Laubwerk, indem sie sich an einen dicht belaubten nassen Baumast klettern und ihr Gefieder sträuben und schütteln.

## Fortpflanzung

### Revier
Anders als andere Laubenvögel baut der männliche Grünlaubenvogel keine Lauben. Sie sind monogame Vögel, die eine mehrjährige Partnerschaft eingehen und gemeinsam ein Nahrungs- und Brutrevier verteidigen. Anhand von beringten Vögeln konnte man nachweise, das ein Paar ein Revier über mehrere Jahre besetzt. Die Reviere der einzelnen Grünlaubenvögel können sich überlappen. Die durchschnittliche Größe des Nahrungsreviers beträgt durchschnittlich 1,2 Hektar, das Brutrevier ist etwas kleiner und beträgt 0,6 Hektar. Während der Zeit, in der ein Gelege bebrütet oder Jungvögel aufgezogen werden, halten sich die Elternvögel selten mehr als 56 Meter vom Nest auf. Der durchschnittliche Bewegungsradius von Elternvögel um ein aktives Nest beträgt durchschnittlich sogar nur 38 Meter. Es wird in dieser Zeit auch nur das Brutrevier verteidigt. Reviergrenzen innerhalb eines kleineren Verbreitungsgebietes können sich verschieben, wenn einer der Partnervögel verstirbt und sich ein Paar neu bildet.

### Paarbindung und Balz
Die Verfolgungsjagden, die sich Paare von Grünlaubenvögel liefern, wurden lange für ein Bestandteil der Balz gehalten. Es ist jedoch mittlerweile sicher, dass es hierbei um Revierstreitigkeiten handelte und die beobachteten Vögeln nicht miteinander verpasst waren.
Zu den Paarbindungsritualen gehört, dass das Männchen ganzjährig dem Weibchen Nahrung anbietet, das adulte Weibchen zeigt wiederum gegenüber ihrem Partnervogel Bettelverhalten. Meistens handelt es sich um Feigen, die das Männchen dem Weibchen überreicht. In der Zeit vor der Eiablage bietet das Männchen dem Weibchen aber auch Insekten und deren Larven an.
Die Paarung von Grünlaubenvögeln ist in freier Wildbahn bis zum Jahr 2004 noch nicht beobachtet worden. Beobachtungen liegen lediglich aus Gefangenschaftshaltung vor. Das Männchen leitete die Paarung ein, indem er sich mit Futter im Schnabel auf einer Ansitzwarte setzte, dann den Kopf und Hals senkrecht nach oben streckte und dabei nach dem Weibchen blickte. Es kam dann zur Paarung. Erst nach der Paarung überreichte das Männchen dem Weibchen das Futter.

### Brut und Aufzucht der Jungvögel
Die Brutzeit fällt in den Zeitraum von Mitte September bis Februar oder März, die Hauptbrutzeit sind die Monate Oktober bis Dezember. Typisch ist ein Nestbau in den ersten Wochen des Oktobers, im Januar werden dann die Jungvögel flügge.
Das Nest ist ein großes Schalennest, das in Astgabeln, auf Baumfarnen oder im Schlingpflanzengewirr gebaut wird. Es befindet sich durchschnittlich 7,1 Meter über dem Erdboden. Nachgewiesen ist die wiederholte Nutzung eines Nietstandorts, dabei wird das Nest zum Teil auf einem oder mehreren Nestern aus vorangegangenen Jahren gebaut. Da man bislang nur Weibchen mit Nistmaterial oder beim Bau des Nestes beobachtet hat, geht man davon aus, dass der Nestbau alleine vom Weibchen durchgeführt wird. Gezählt wurden bei zwei länger beobachteten Nestern zwischen 314 und 403 Flüge zur Beschaffung von Nistmaterial. Die Gelege sind zwischen einem und drei Eier groß. Die Mehrzahl der Gelege umfasst zwei Eier. Das Frischeivollgewicht eines einzelnen Eis beträgt etwa 11 Prozent des Körpergewichts eines Weibchens. Die Eier werden mit einem Abstand von einem Tag gelegt. Es brütet allein das Weibchen, das vom Männchen gefüttert wird. Die Brutzeit beträgt zwischen 23 und 24 Tagen.
Die Nestlingszeit beträgt etwa 21 Tage. Die Elternvögel verbringen etwa 41 Prozent des Tages in unmittelbarer Nähe des Nestes, das Weibchen ist dabei überwiegend mit dem Hudern der Jungvögel beschäftigt. Sie bringt außerdem etwa die Hälfte der Nahrung der Jungvögel herbei. Männchen hudern die Jungvögel nicht, sind aber genauso wie das Weibchen mit dem Herbeibringen von Nahrung beschäftigt. Die Nestlinge werden zu etwa Dreiviertel mit Früchten gefüttert, das vierte Viertel sind animalische Kost. In dieser animalischen Kost dominieren Wirbellose, es wurde aber wiederholt beobachtet, dass die Elternvögel auch die Nestlinge anderer kleiner Singvögel an ihren Nachwuchs verfüttern. Auch bei den Nestlingen und Jungvögeln spielen Wildfeigen eine große Rolle. Zu dem Zeitpunkt, zu dem sie flügge werden, sind Feigen die einzige verlässliche Nahrungsquelle. Nach dem Ausfliegen werden die Jungvögel von dem Eltern noch rund 80 Tage lang mit Nahrung versorgt.

### Bruterfolg und Fressfeinde

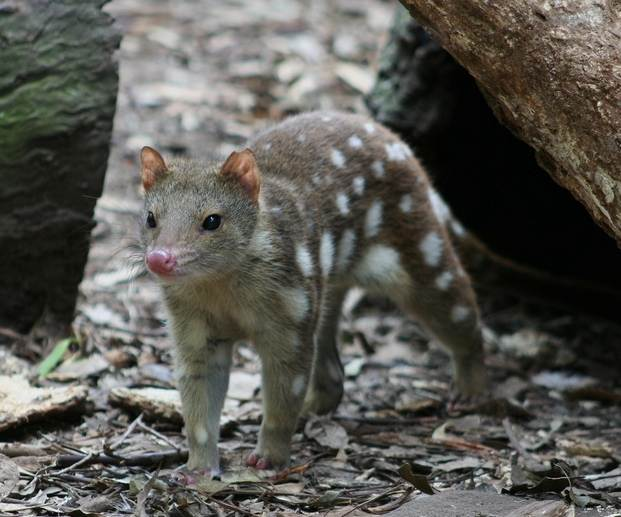
Riesenbeutelmarder sind Fressfeinde des Grünlaubenvogels

Im Durchschnitt werden pro brütendem Grünlaubenvogelpaar 1,1 Jungvögel groß. Grünlaubenvögel legen zwar ein Ersatzgelege, wenn die erste Brut verloren geht. Sie ziehen grundsätzlich aber keine zwei Bruten pro Jahr groß. Der Weißbrauenhabicht ist nachweislich ein Prädator, der Nestlinge des Grünlaubenvogels raubt. Zu den anderen Fressfeinden gehören verwilderte Hauskatzen, Riesenbeutelmarder, Rautenpythons und Buntwarane.
Grünlaubenvögel sind sehr langlebig. Von 100 adulten Vögeln erleben 97 auch noch das nächste Jahr. Ein ausgewachsener Grünlaubenvogel, der im Oktober 1984 beringt wurde, wurde in den nachfolgenden Jahren 67 mal erneut gefangen. Der letzte Wiederfang erfolgte im Juli 1997. Der Vogel hatte nach dem Erreichen seiner Geschlechtsreife also mindestens 12 Jahre und acht Monate weitergelebt.

## Grünlaubenvögel und Menschen
Der Grünlaubenvogel wurde über lange Zeit bejagt, weil sein Fleisch als delikat galt. Er wurde meist während Jagden geschossen, die auf Tauben abzielten. Da er häufiger Gärten und Plantagen aufsucht, um dort angebautes Obst zu fressen, wird er heute noch gelegentlich geschossen.
Die meisten australischen Vogelparks und Zoologischen Gärten zeigen auch Grünlaubenvögel und eine kleine Zahl von Privatpersonen halten ebenfalls Grünlaubenvögel. Die Nachzucht gilt nicht als schwierig.

## Einzelbelege
1. 1 2 3  Handbook of the Birds of the World zum Grünlaubenvogell, aufgerufen am 21. April 2017
2. 1 2 3 4 5  Frith: The Bowerbirds – Ptilonorhynchidae, S. 253.
3. 1 2 3 4 5  Frith: The Bowerbirds – Ptilonorhynchidae, S. 256.
4. 1 2  Frith: The Bowerbirds – Ptilonorhynchidae, S. 250.
5. 1 2 3  Frith: The Bowerbirds – Ptilonorhynchidae, S. 249.
6. 1 2 3  Frith: The Bowerbirds – Ptilonorhynchidae, S. 252.
7. 1 2 3  Frith: The Bowerbirds – Ptilonorhynchidae, S. 251.
8. 1 2  Frith: The Bowerbirds – Ptilonorhynchidae, S. 254.
9. 1 2 3  Frith: The Bowerbirds – Ptilonorhynchidae, S. 255.